# Tulpa (film)
Pour l’article homonyme, voir Tulpa.
Pour plus de détails, voir Fiche technique et Distribution.
Tulpa est un giallo italien réalisé par Federico Zampaglione (it), sorti en 2012.

## Fiche technique
- Titre : Tulpa - Perdizioni mortali (Tulpa - Perditions mortelles)
- Réalisation : Federico Zampaglione (it)
- Scénario : Federico Zampaglione (it), Dardano Sacchetti, Giacomo Gensini
- Producteur : Maria Grazia Cucinotta, Giovanna Emidi
- Société de production : Italian Dreams Factory
- Musique : Andrea Moscianese
- Pays d'origine :  Italie
- Langue : italien
- Lieux de tournage : Rome, Lazio, Italie
- Genre : Giallo
- Durée : 84 minutes
- Date de sortie :
  - Royaume-Uni : 25 août 2012 (London FrightFest Film Festival (en))
  - Italie : 20 juin 2012
  - Suisse : 8 juillet 2013 (Festival international du film fantastique de Neuchâtel)

## Distribution
- Claudia Gerini : Lisa Boeri
- Michela Cescon
- Ivan Franek
- Nuot Arquint : Kiran
- Laurence Belgrave : Gerald
- Giulia Bertinelli : Paola
- Yohann Chopin
- Pierpaolo Lovino
- Michele Placido : Roccaforte
- Giorgia Sinicorni : Lea
- Crisula Stafida
- Ennio Tozzi : Ferri